# Unapologetic
Unapologetic là album phòng thu thứ bảy của nữ ca sĩ người Barbados Rihanna, được phát hành vào ngày 19 tháng 11 năm 2012 bởi hãng đĩa Def Jam Recordings. Album được thu âm từ tháng 6 đến thángngày 1 tháng 11 năm 2012, trong khi cô đang quảng bá cho album phòng thu thứ sáu của mình, Talk That Talk (2011). Rihanna đã quyết định cộng tác với những nhà sản xuất cô đã từng hợp tác trước đó như The-Dream, David Guetta, Chase & Status, StarGate, đồng thời cũng gửi lời mời cộng tác với những nhà sản xuất mới như Mike Will Made-It và Labrinth. Album này là một sự kết hợp giữa thể loại nhạc pop, dance điện tử (EDM), dubstep, thể loại nhạc của Talk That Talk và Rated R (2009). Trong album có sự góp giọng của người bạn trai cũ của cô, Chris Brown, nam ca sĩ nhạc rap Eminem, Future, Mikky Ekko, và DJ người Pháp David Guetta.
Sau khi được phát hành, Unapologetic đã nhận được nhiều lời khen ngợi từ các nhà phê bình về sự hấp dẫn của phần nhạc, mặc dù một số khác thì chỉ trích phần ca từ của các ca khúc. Album ra mắt tại vị trí quán quân trên bảng xếp hạng Billboard 200 của Mỹ, với 238,000 được tiêu thụ trong tuần đầu phát hành, trở thành album phòng thu đầu tiên của Rihanna đạt vị trí quán quân trên bảng xếp hạng này và đồng thời cũng là sản phẩm bán chạy nhất ở tuần đầu ra mắt trong sự nghiệp của cô. Unapologetic cũng lần lượt trở thành album thứ ba, tư, năm của Rihanna đạt vị trí quán quân ở các nước Anh, Na Uy và Thụy Sĩ. Tính đến tháng 12 năm 2014, Unapologetic đã bán được hơn 4 triệu bản trên toàn cầu.
"Diamonds" là đĩa đơn đầu tiên của album, được phát hành vào ngày 27 tháng 9 năm 2012. Ca khúc ra mắt tại vị trí quán quân trên bảng xếp hạng Billboard của Mỹ, đồng thời dẫn đầu bảng xếp hạng của mười lăm quốc gia khác trên thế giới. Đĩa đơn quốc tế thứ hai của album là "Stay" được phát hành vào ngày 7 tháng 1 năm 2013. Ca khúc "Pour It Up" được gửi đến đài phát thanh đô thị của Mỹ một ngày sau đó và trở thành đĩa đơn thứ ba của album tại quốc gia này. Rihanna đã tổ chức tour diễn bảy ngày ở bảy quốc gia có tên 777 Tour để quảng bá cho album. Ngoài ra, chuyến lưu diễn Diamonds World Tour cũng được bắt đầu vào tháng 3 năm 2013.

## Bối cảnh và phát triển
Tháng 11, 2011, Rihanna ra mắt album phòng thu thứ sáu của mình với tựa đề Talk That Talk. Về phần nhạc, album tập trung vào thể loại nhạc chính là pop, dance-pop và R&B, đồng thời cũng tích hợp một số thể loại nhạc khác như hip hop, electro house, dancehall và cả dubstep, một thể loại nổi bật trong album phòng thu thứ tư của cô, Rated R (2009). Từ khi được phát hành, Talk That Talk đã nhận được rất nhiều lời khen ngợi từ các nhà phê bình âm nhạc. Album là một thành công lớn về mặt thương mại, lọt vào Top 10 trên bảng xếp hạng của hơn hai mươi quốc gia, bao gồm vị trí quán quân trên bảng xếp hạng UK Albums Chart và vị trí #3 trên bảng xếp hạng Billboard 200 của Mỹ. Album sản xuất ra sáu đĩa đơn, trong đó có hai ca khúc nổi tiếng toàn cầu là "We Found Love" và "Where Have You Been". "We Found Love" đã đứng đầu bảng xếp hạng của hai mươi lăm quốc gia, với tổng doanh số tiêu thụ trên toàn thế giới là hơn 6.5 triệu bản, trở thành một trong những đĩa đơn bán chạy nhất mọi thời đại.
Tháng 3, 2012, Rihanna tiết lộ rằng mặc dù cô vẫn chưa bắt đầu ghi âm nhưng cô đã bắt đầu "làm việc với những âm thanh mới" cho album phòng thu thứ bảy của mình. Ngày 12 tháng 9 năm 2012, Def Jam France thông báo qua Twitter rằng Rihanna sẽ phát hành một đĩa đơn mới vào tuần lễ kế tiếp, và album phòng thu thứ bảy của cô dự kiến là sẽ được phát hành vào thángngày 1 tháng 11 năm 2012. Tuy nhiên, dòng tweet sau một thời gian ngắn đã bị xóa và thay thế bằng "thông tin sẽ được tiết lộ vào ngày mai, thứ năm, ngày 13 tháng 9". Để thúc đẩy hơn nữa việc thông báo cho album phòng thu thứ bảy sắp tới của mình, Rihanna tung ra trang web quảng cáo rihanna7.com. Thông qua tài khoản Twitter chính thức của mình, Rihanna đăng một loạt các dòng tweet cố ý "hé lộ" về album phòng thu thứ bảy sắp được phát hành. Ngày 11 tháng 10 năm 2012, trong một tweet, cô có tiết lộ bìa album mới cùng với tiêu đề album là Unapologetic. Về chủ đề của album, Rihanna giải thích rằng cô đặt tên cái tên "Unapologetic" là vì cô muốn thể hiện sự trung thực của mình, "Tôi đặt tên album của tôi 'Unapologetic' bởi vì chỉ có một sự thật, và bạn không thể hối tiếc vì điều đó. Thật đấy. Tôi luôn luôn phát triển, tất nhiên, tôi nghĩ rằng phương châm duy nhất tôi đó là sống thật với bản thân mình."

## Đĩa đơn
"Diamonds" là đĩa đơn đầu tiên của Unapologetic, được phát hành vào ngày 27 tháng 9 năm 2012. Bìa của đĩa đơn là hình ảnh bàn tay của Rihanna đang cuộn những viên kim cương lấp lánh bằng một mảnh giấy cần sa. "Diamonds" ra mắt trên bảng xếp hạng Billboard Hot 100 của Mỹ tại vị trí #16, sau đó ca khúc nhanh chóng leo lên vị trí quán quân, trở thành đĩa đơn thứ mười hai của Rihanna đạt được vị trí quán quân trên bảng xếp hạng danh giá này. Việc đó giúp cho cô bước lên sánh ngang hàng với Madonna và The Supremes ở vị trí thứ năm trong số những nghệ sĩ có số lượng đĩa đơn quán quân nhiều nhất trong lịch sử bảng xếp hạng Billboard Hot 100.
"Stay", với sự góp giọng của nam ca sĩ ghi âm người Mỹ Mikky Ekko đã trở thành đĩa đơn quốc tế thứ hai của album vào ngày 7 tháng 1 năm 2012. Dan Martin từ tờ NME cho rằng nộ dung của "Stay" đã đặt một "vòng xoáy dễ tốn thương" vào mối quan hệ giữa cô và Chris Brown. Ca khúc đã lọt vào bảng xếp hạng của Anh với vị trí #4.
"Pour It Up" được trưng cầu cho đài phát thanh đô thị của Mỹ vào ngày 8 tháng 1 năm 2013, trở thành đĩa đơn thứ ba của album tại quốc gia này.
"Right Now" phối hợp với DJ David Guetta được chọn làm đĩa đơn thứ tư và được phát hành vào ngày 28 tháng 5 năm 2013

## Phát hành và quảng bá
Vào tháng 8 năm 2012, có thông tin cho rằng album phòng thu thứ bảy của Rihanna sẽ được phát hành trong thángngày 1 tháng 11 năm 2012. Và đến đầu tháng 10 năm 2012, ngày phát hành album đã được chính thức thông báo là ngày 19 thángngày 1 tháng 11 năm 2012. Vào ngày 2 thángngày 1 tháng 11 năm 2012, Rihanna đăng tải video hậu trường công đoạn thực hiện album Unapologetic trên YouTube. Video đầu tiên bao gồm cảnh hậu trường Rihanna tại lễ trao giải VMA, buổi luyện tập cho Lễ hội iHeart Radio Music Festival và buổi chụp sách ảnh cho album.

### Biểu diễn trực tiếp
Rihanna biểu diễn "Diamonds" và "Phresh Out the Runway" tại chương trình thời trang 2012 Victoria's Secret Fashion Show vào ngày 7 thángngày 1 tháng 11 năm 2012 và được phát sóng trên truyền hình vào ngày 4 tháng 12 năm 2012. Cô cũng biểu diễn "Diamonds" và bản đơn ca của "Stay" tại Saturday Night Live vào ngày 10 thángngày 1 tháng 11 năm 2012. Vào ngày 25 thángngày 1 tháng 11 năm 2012, Rihanna biểu diễn "Diamonds" tại chương trình The X Factor của Anh. Vào ngày 9 tháng 12 năm 2012, Rihanna cũng biểu diễn "Stay" xen vào đoạn điệp khúc của "We Found Love" trong tập cuối của The X Factor (Anh) mùa thứ chín. Ca khúc "Diamonds" cũng được cô biểu diễn tại tập cuối cùng của chương trình truyền hình The Voice của Mỹ mùa thứ ba vào ngày 18 tháng 12 năm 2012.

### 777 Tour

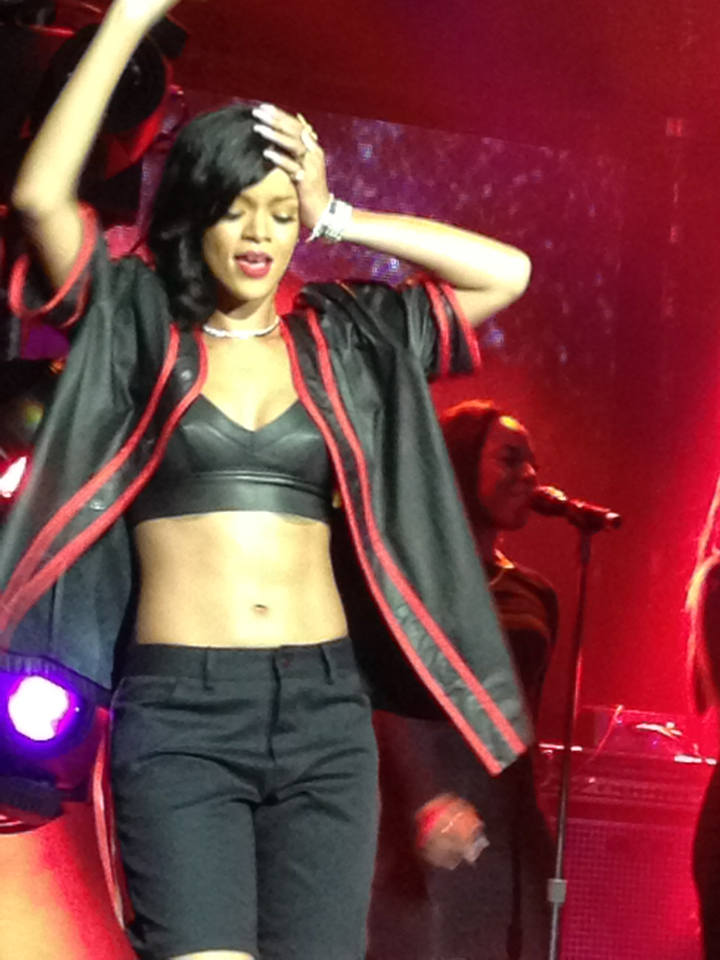
Rihanna biểu diễn trong chuyến lưu diễn 777 Tour tại Mexico.

Vào ngày 14 thángngày 1 tháng 11 năm 2012, Rihanna thông báo về việc thực hiện một tour lưu diễn bảy ngày để quảng bá cho Unapologetic có tên 777 Tour. Cô sẽ biểu diễn hòa nhạc tại bảy thành phố của bảy quốc gia thuộc Bắc Mỹ và châu Âu và trong vòng có bảy ngày. Tour lưu diễn này sẽ mời thêm một nhóm người hâm mộ và 150 nhà báo đại diện cho 82 quốc gia. Rihanna cũng dùng chiếc Boeing 777 hai động cơ để di chuyển giữa các thành phố.

### Diamonds World Tour
Xa hơn trong công cuộc quảng bá cho album, Rihanna bắt tay thực hiện vào tour lưu diễn thứ năm của cô, Diamonds World Tour vào năm 2013. Sau đó, lịch lưu diễn ở Bắc Mỹ và châu Âu được lên. Theo đó, A$AP Rocky cũng tham gia những buổi diễn ở Bắc Mỹ cùng với cô, trong khi David Guetta sẽ hỗ trợ cô các buổi diễn ở châu Âu, bao gồm London và Paris.
| Lịch trình             | Lịch trình        | Lịch trình  | Lịch trình                  |
| Ngày                   | Thành phố         | Quốc gia    | Địa điểm                    |
| Bắc Mỹ                 | Bắc Mỹ            | Bắc Mỹ      | Bắc Mỹ                      |
| ---------------------- | ----------------- | ----------- | --------------------------- |
| 8 tháng 3 năm 2013     | Buffalo           | Mỹ          | First Niagara Center        |
| 10 tháng 3 năm 2013    | Boston            | Mỹ          | TD Garden                   |
| 12 tháng 3 năm 2013    | Baltimore         | Mỹ          | 1st Mariner Arena           |
| 14 tháng 3 năm 2013    | Philadelphia      | Mỹ          | Wells Fargo Center          |
| 15 tháng 3 năm 2013    | Hartford          | Mỹ          | XL Center                   |
| 17 tháng 3 năm 2013    | Montreal          | Canada      | Bell Centre                 |
| 18 tháng 3 năm 2013    | Toronto           | Canada      | Air Canada Centre           |
| 19 tháng 3 năm 2013    | Toronto           | Canada      | Air Canada Centre           |
| 21 tháng 3 năm 2013    | Detroit           | Mỹ          | Joe Louis Arena             |
| 22 tháng 3 năm 2013    | Chicago           | Mỹ          | Trung tâm United            |
| 24 tháng 3 năm 2013    | St. Paul          | Mỹ          | Xcel Energy Center          |
| 25 tháng 3 năm 2013    | Winnipeg          | Canada      | MTS Centre                  |
| 27 tháng 3 năm 2013    | Edmonton          | Canada      | Rexall Place                |
| 30 tháng 3 năm 2013    | Calgary           | Canada      | Scotiabank Saddledome       |
| 1 tháng 4 năm 2013     | Vancouver         | Canada      | Rogers Arena                |
| 3 tháng 4 năm 2013     | Seattle           | Mỹ          | KeyArena                    |
| 6 tháng 4 năm 2013     | San Jose          | Mỹ          | HP Pavilion                 |
| 8 tháng 4 năm 2013     | Los Angeles       | Mỹ          | Trung tâm Staples           |
| 9 tháng 4 năm 2013     | Anaheim           | Mỹ          | Honda Center                |
| 11 tháng 4 năm 2013    | San Diego         | Mỹ          | Valley View Casino Center   |
| 12 tháng 4 năm 2013    | Las Vegas         | Mỹ          | Mandalay Bay Events Center  |
| 15 tháng 4 năm 2013    | Houston           | Mỹ          | Trung tâm Toyota            |
| 16 tháng 4 năm 2013    | Dallas            | Mỹ          | Trung tâm American Airlines |
| 19 tháng 4 năm 2013    | Tampa             | Mỹ          | Tampa Bay Times Forum       |
| 20 tháng 4 năm 2013    | Fort Lauderdale   | Mỹ          | BankAtlantic Center         |
| 22 tháng 4 năm 2013    | Atlanta           | Mỹ          | Philips Arena               |
| 29 tháng 4 năm 2013    | Washington, D.C.  | Mỹ          | Verizon Center              |
| 1 tháng 5 năm 2013     | Montreal          | Canada      | Bell Centre                 |
| 2 tháng 5 năm 2013     | Ottawa            | Canada      | Scotiabank Place            |
| 4 tháng 5 năm 2013     | New York City     | Mỹ          | Barclays Center             |
| 5tháng 5 năm 2013      | New York City     | Mỹ          | Barclays Center             |
| Châu Âu                |                   |             |                             |
| 26 tháng 5 năm 2013    | Barakaldo         | Tây Ban Nha | Bizkaia Arena               |
| 28 tháng 5 năm 2013    | Lisbon            | Bồ Đào Nha  | Pavilhao Atlantico          |
| 1 tháng 6 năm 2013     | Barcelona         | Tây Ban Nha | Palau Sant Jordi            |
| 2 tháng 6 năm 2013     | Montpellier       | Pháp        | Arena Montpellier           |
| 3 tháng 6 năm 2013     | Lyon              | Pháp        | Halle Tony Garnier          |
| 5 tháng 6 năm 2013     | Antwerp           | Bỉ          | Sportpaleis                 |
| 6 tháng 6 năm 2013     | Antwerp           | Bỉ          | Sportpaleis                 |
| 8 tháng 6 năm 2013     | Paris             | Pháp        | Stade de France             |
| 10 tháng 6 năm 2013    | Cardiff           | Wales       | Sân vận động Thiên niên kỷ  |
| 12 tháng 6 năm 2013    | Manchester        | Anh         | Manchester Arena            |
| 13 tháng 6 năm 2013    | Manchester        | Anh         | Manchester Arena            |
| 15 tháng 6 năm 2013    | Luân Đôn          | Anh         | Sân vận động Twickenham     |
| 16 tháng 6 năm 2013    | Luân Đôn          | Anh         | Sân vận động Twickenham     |
| 17 tháng 6 năm 2013    | Birmingham        | Anh         | LG Arena                    |
| 20 tháng 6 năm 2013    | Sunderland        | Anh         | Stadium of Light            |
| 21 tháng 6 năm 2013    | Dublin            | Ireland     | Sân vận động Aviva          |
| 23 tháng 6 năm 2013    | Amsterdam         | Hà Lan      | Ziggo Dome                  |
| 24 tháng 6 năm 2013    | Amsterdam         | Hà Lan      | Ziggo Dome                  |
| 26 tháng 6 năm 2013    | Cologne           | Đức         | Lanxess Arena               |
| 27 tháng 6 năm 2013    | Cologne           | Đức         | Lanxess Arena               |
| 29 tháng 6 năm 2013    | Zurich            | Thụy Sĩ     | Hallenstadion               |
| 30 tháng 6 năm 2013    | Zurich            | Thụy Sĩ     | Hallenstadion               |
| 2 tháng 7 năm 2013     | Berlin            | Đức         | O2 World                    |
| 3 tháng 7 năm 2012     | Hanover           | Đức         | TUI Arena                   |
| 9 tháng 7 năm 2013     | Viên              | Áo          | Stadthalle                  |
| 13 tháng 7 năm 2013[A] | Perth and Kinross | Scotland    | Balado                      |
| 15 tháng 7 năm 2013    | Manchester        | Anh         | Manchester Arena            |
| 18 tháng 7 năm 2013    | Birmingham        | Anh         | LG Arena                    |
| 22 tháng 7 năm 2013    | Stockholm         | Thụy Điển   | Ericsson Globe              |
| 25 tháng 7 năm 2013    | Oslo              | Na Uy       | Telenor Arena               |
| 26 tháng 7 năm 2013    | Bergen            | Na Uy       | Koengen                     |
| 28 tháng 7 năm 2013    | Helsinki          | Phần Lan    | Hartwall Arena              |

## Danh sách ca khúc
- Thông tin được lấy từ trang web chính thức của Rihanna.[35]

| STT              | Nhan đề                                       | Sáng tác                                                                             | Sản xuất                                 | Thời lượng |
| ---------------- | --------------------------------------------- | ------------------------------------------------------------------------------------ | ---------------------------------------- | ---------- |
| 1.               | "Phresh Out the Runway"                       | David Guetta, Giorgio Tuinfort, Terius Nash, Robyn Fenty                             | Guetta, Tuinfort, The-Dream              | 3:42       |
| 2.               | "Diamonds"                                    | Sia Furler, Benjamin Levin, Mikkel Eriksen, Tor Hermansen                            | StarGate, Benny Blanco                   | 3:45       |
| 3.               | "Numb" (hợp tác với Eminem)                   | Sam Dew, Fenty, Warren Felder, Ronald "Flip" Colson, Pop Wansel                      | @Oakwud, @Flippa123, @PopWansel          | 3:25       |
| 4.               | "Pour It Up"                                  | Fenty, Michael Williams, Theron Thomas, Timothy Thomas                               | Mike Will Made-It, J-Bo (co)             | 2:41       |
| 5.               | "Loveeeeeee Song" (hợp tác với Future)        | Nayvadius Wilburn, Denisea "Blu June" Andrews, Fenty                                 | Future                                   | 4:16       |
| 6.               | "Jump"                                        | Kevin Cossum, M. B. Williams, Eriksen, Hermansen, Saul Milton, Will Kennard          | StarGate, Chase & Status                 | 4:24       |
| 7.               | "Right Now" (hợp tác với David Guetta)        | Nash, Fenty, Guetta, Eriksen, Hermansen, Shaffer Smith, Tuinfort, Nick Rotteveel     | Guetta, StarGate, Nicky Romero, Tuinfort | 3:01       |
| 8.               | "What Now"                                    | Olivia Waithe, Fenty, Parker Ighile, Nathan Cassells                                 | Ighile, Cassells (co)                    | 4:03       |
| 9.               | "Stay" (hợp tác với Mikky Ekko)               | Ekko, Justin Parker, Elof Loelv                                                      | Ekko, Loelv, Parker                      | 4:         |
| 10.              | "Nobody's Business" (hợp tác với Chris Brown) | Nash, Fenty, Carlos McKinney, Michael Jackson                                        | The-Dream, McKinney                      | 3:36       |
| 11.              | "Love Without Tragedy" / "Mother Mary"        | Nash, Fenty, McKinney                                                                | The-Dream, McKinney                      | 6:58       |
| 12.              | "Get it Over With"                            | James Fauntleroy, Fenty, Brian Seals                                                 | Brian Kennedy                            | 3:31       |
| 13.              | "No Love Allowed"                             | Sean "Elijah Blake" Fenton, Fenty, Alexander Izquierdo, Ernest Wilson, Steve Wyreman | No ID                                    | 4:09       |
| 14.              | "Lost in Paradise"                            | Ester Dean, Fenty, Timothy McKenzie, Eriksen, Hermansen                              | StarGate, Labrinth                       | 3:35       |
| Tổng thời lượng: | Tổng thời lượng:                              | Tổng thời lượng:                                                                     | Tổng thời lượng:                         | 55:06      |

| Ca khúc tặng kèm bản Đặc biệt | Ca khúc tặng kèm bản Đặc biệt             | Ca khúc tặng kèm bản Đặc biệt                | Ca khúc tặng kèm bản Đặc biệt                              | Ca khúc tặng kèm bản Đặc biệt |
| STT                           | Nhan đề                                   | Sáng tác                                     | Sản xuất                                                   | Thời lượng                    |
| ----------------------------- | ----------------------------------------- | -------------------------------------------- | ---------------------------------------------------------- | ----------------------------- |
| 15.                           | "Half of Me"                              | Emeli Sandé, Shahid Khan, Eriksen, Hermansen | StarGate, Naughty Boy                                      | 3:12                          |
| 16.                           | "Diamonds" (Dave Audé 100 Extended)       | Furler, Levin, Eriksen, Hermansen            | StarGate, Benny Blanco, Audé (add), Kemal Golden (add)     | 5:03                          |
| 17.                           | "Diamonds" (Gregor Salto Downtempo Remix) | Furler, Levin, Eriksen, Hermansen            | StarGate, Benny Blanco, Salto (add), Tzvetin Todorov (add) | 4:29                          |
| Tổng thời lượng:              | Tổng thời lượng:                          | Tổng thời lượng:                             | Tổng thời lượng:                                           | 67:50                         |

| DVD tặng kèm bản Đặc biệt | DVD tặng kèm bản Đặc biệt                   | DVD tặng kèm bản Đặc biệt |
| STT                       | Nhan đề                                     | Thời lượng                |
| ------------------------- | ------------------------------------------- | ------------------------- |
| 1.                        | "First Look: 2012 Loud Tour Live at the O2" | 23:04                     |
| Tổng thời lượng:          | Tổng thời lượng:                            | 23:04                     |

Chú thích
- "Numb" có kết hợp một phần ca từ từ ca khúc "Can't Tell Me Nothing" (2007) của Kanye West.
- "Jump" có lấy một số các yếu tố từ ca khúc "Pony" (1996) của Ginuwine.
- "Nobody's Business" có kết hợp một phần ca từ từ ca khúc "The Way You Make Me Feel" (1987), sáng tác và biểu diễn bởi Michael Jackson.

## Tham gia thực hiện
Thông tin thực hiện Unapologetic được lấy từ Allmusic.
| - Alejandro Barajas – kỹ thuật - Benny Blanco – dụng cụ, sản xuất, lập trình - Tanisha Broadwater – phối hợp sản xuất - Chris Brown – nghệ sĩ hợp tác - Jay Brown – A&R - Josh Campbell – kỹ thuật - Nathan Cassells – kỹ thuật, dụng cụ, sản xuất, lập trình - Robert Cohen – trợ lý kỹ thuật - Sam Dew – hát bè - The-Dream – dụng cụ, sản xuất, lập trình - Mikky Ekko – sản xuất bổ sung, sắp xếp, nghệ sĩ hợp tác, sản xuất - Eminem – nghệ sĩ hợp tác - Mikkel S. Eriksen – kỹ thuật, dụng cụ, lập trình - Seth Firkins – kỹ thuật - Melissa T. Forde – nhiếp ảnh - Future – nghệ sĩ hợp tác, dụng cụ, sản xuất, lập trình - Mike Gaydusek – kỹ thuật, kỹ thuật giọng - Omar Grant – A&R - David Guetta – nghệ sĩ hợp tác, dụng cụ, sản xuất, lập trình - Kuk Harrell – kỹ thuật giọng, sản xuất giọng - Tor Erik Hermansen – dụng cụ, lập trình - Tom Hough – trợ lý kỹ thuật - Mario Hugo – minh họa - Parker Ighile – kỹ thuật, dụng cụ, sản xuất, lập trình - J-Bo – dụng cụ, sản xuất, lập trình - Terese Joseph – A&R - Jayson Joshua – hòa âm - Brian Kennedy – dụng cụ, sản xuất, lập trình - Kimmie Keyes – trang điểm - Rob Kinelski – kỹ thuật - Labrinth – sản xuất - Andrew Liftman – theo dõi căn bản - Elof Loelv – sản xuất ổ xung, sản xuất - Deborah Mannis-Gardner – giải mẫu - Blake Mares – trợ lý kỹ thuật - Manny Marroquin – hòa âm | - Carlos McKinney – sản xuất - Donnie Meadows – phối hợp sản xuất - Mylah Morales – trang điểm - Michael Muller – nhiếp ảnh - No I.D. – sản xuất - Liam Nolan – trợ lý kỹ thuật - Paul Norris – trợ lý kỹ thuật, kỹ thuật - Mel Ottenberg – thời trang - Ciarra Pardo – chỉ đạo nghệ thuật, giám đốc sáng tạo - Justin Parker – sắp xếp, piano, sản xuất - Joel Peters – trợ lý kỹ thuật - James Poyser – bàn phím - Ben Rhodes – trợ lý kỹ thuật - Rihanna – hát, giám đốc sáng tạo, điều hành sản xuất, sáng tác, nghệ sĩ chính - Daniela Rivera – trợ lý kỹ thuật, kỹ thuật - Roc Nation – điều hành sản xuất, quản lý - Evan Rogers – điều hành sản xuất - Nicky Romero – dụng cụ, hòa âm, sản xuất, lập trình - Donnie Scantz – kỹ thuật - Bart Schoudel – kỹ thuật - Gabriela Schwartz – tiếp thị - Tyran "Ty Ty" Smith – A&R - Stargate – sản xuất - Status – sản xuất - Ursula Stephens – tạo mẫu tóc - Xavier Stephenson – trợ lý kỹ thuật, kỹ thuật - Carl Sturken – điều hành sản xuất - Phil Tan – hòa âm - Marcos Tovar – kỹ thuật, kỹ thuật giọng - Giorgio Tuinfort – dụng cụ, sản xuất, lập trình - Anna Ugarte – trợ lý kỹ thuật - Miles Walker – kỹ thuật - Mike Will – dụng cụ, sản xuất, lập trình - Steve Wyreman – bass, guitar - Aamir Yaqub – trợ lý kỹ thuật, kỹ thuật |

## Bảng xếp hạng và chứng nhận doanh số
| Bảng xếp hạng (2012)                | Vị trí cao nhất |
| ----------------------------------- | --------------- |
| Australian Albums Chart             | 8               |
| Australian Urban Albums Chart       | 1               |
| Austrian Albums Chart               | 5               |
| Belgian Albums Chart (Flanders)     | 2               |
| Belgian Albums Chart (Wallonia)     | 5               |
| Canadian Albums Chart               | 1               |
| Croatian International Albums Chart | 4               |
| Czech Republic Albums Chart         | 13              |
| Dutch Albums Chart                  | 6               |
| Danish Albums Chart                 | 7               |
| French Albums Chart                 | 3               |
| Finnish Albums Chart                | 12              |
| German Albums Chart                 | 3               |
| Greek Albums Chart                  | 8               |
| Hungarian Albums Chart              | 15              |
| Irish Albums Chart                  | 1               |
| Italian Albums Chart                | 7               |
| Japanese Albums Chart               | 11              |
| Mexican Albums Chart                | 16              |
| New Zealand Albums Chart            | 5               |
| Norwegian Albums Chart              | 1               |
| Polish Albums Chart                 | 4               |
| Portuguese Albums Chart             | 11              |
| Russian Albums Chart                | 9               |
| Scottish Albums Chart               | 3               |
| Spanish Albums Chart                | 9               |
| Swedish Albums Chart                | 19              |
| Swiss Albums Chart                  | 1               |
| Turkey Albums Chart                 | 1               |
| UK Albums Chart                     | 1               |
| UK R&B Albums Chart                 | 1               |
| US Billboard 200                    | 1               |
| US Billboard Top R&B/Hip-Hop Albums | 1               |

| Bảng xếp hạng (2013)                | Vị trí |
| ----------------------------------- | ------ |
| UK Albums Chart                     | 3      |
| UK R&B Albums Chart                 | 1      |
| US Billboard 200                    | 6      |
| US Billboard Top R&B/Hip-Hop Albums | 1      |

| Quốc gia                                                                           | Chứng nhận  | Số đơn vị/doanh số chứng nhận |
| ---------------------------------------------------------------------------------- | ----------- | ----------------------------- |
| Úc (ARIA)                                                                          | Bạch kim    | 70.000^                       |
| Áo (IFPI Áo)                                                                       | Bạch kim    | 20.000*                       |
| Bỉ (BEA)                                                                           | Vàng        | 15.000*                       |
| Canada (Music Canada)                                                              | Bạch kim    | 80.000^                       |
| Đan Mạch (IFPI Đan Mạch)                                                           | Vàng        | 10.000^                       |
| Pháp (SNEP)                                                                        | 2× Bạch kim | 200.000*                      |
| Đức (BVMI)                                                                         | Vàng        | 150.000^                      |
| Ireland (IRMA)                                                                     | 2× Bạch kim | 30.000^                       |
| Ý (FIMI)                                                                           | Vàng        | 30.000*                       |
| New Zealand (RMNZ)                                                                 | Vàng        | 7.500^                        |
| Ba Lan (ZPAV)                                                                      | Bạch kim    | 20.000*                       |
| Tây Ban Nha (PROMUSICAE)                                                           | Vàng        | 20.000^                       |
| Anh Quốc (BPI)                                                                     | 2× Bạch kim | 600.000^                      |
| Hoa Kỳ (RIAA)                                                                      | Bạch kim    | 1.000.000^                    |
| * Chứng nhận dựa theo doanh số tiêu thụ. ^ Chứng nhận dựa theo doanh số nhập hàng. |             |                               |

| Bảng xếp hạng (2012)            | Vị trí |
| ------------------------------- | ------ |
| Australian Albums Chart         | 68     |
| Belgian Albums Chart (Flanders) | 55     |
| Belgian Albums Chart (Wallonia) | 61     |
| Dutch Albums Chart              | 56     |
| German Albums Chart             | 33     |
| Italian Albums Chart            | 63     |
| Polish Albums Chart             | 10     |
| Swiss Albums Chart              | 31     |
| UK Albums Chart                 | 10     |

## Lịch sử phát hành
| Quốc gia  | Ngày                             | Định dạng   | Hãng đĩa           | Phiên bản             |
| --------- | -------------------------------- | ----------- | ------------------ | --------------------- |
| Úc        | 19 thángngày 1 tháng 11 năm 2012 | CD / CD+DVD | Universal Music    | Bản Thường / Đặc biệt |
| Pháp      | 19 thángngày 1 tháng 11 năm 2012 | CD / CD+DVD | Universal Music    | Bản Thường / Đặc biệt |
| Đức       | 19 thángngày 1 tháng 11 năm 2012 | CD / CD+DVD | Universal Music    | Bản Thường / Đặc biệt |
| Anh       | 19 thángngày 1 tháng 11 năm 2012 | CD / CD+DVD | Mercury Records    | Bản Thường / Đặc biệt |
| Mỹ        | 19 thángngày 1 tháng 11 năm 2012 | CD / CD+DVD | Def Jam Recordings | Bản Thường / Đặc biệt |
| Ý         | 20 thángngày 1 tháng 11 năm 2012 | CD / CD+DVD | Universal Music    | Bản Thường / Đặc biệt |
| Hà Lan    | 20 thángngày 1 tháng 11 năm 2012 | CD / CD+DVD | Universal Music    | Bản Thường / Đặc biệt |
| Ba Lan    | 20 thángngày 1 tháng 11 năm 2012 | CD / CD+DVD | Universal Music    | Bản Thường / Đặc biệt |
| Thụy Điển | 21 thángngày 1 tháng 11 năm 2012 | CD / CD+DVD | Universal Music    | Bản Thường / Đặc biệt |